# Исторический центр города Зальцбург
Исторический центр города Зальцбург, Старый город Зальцбурга, или Альтштадт — исторический центр города Зальцбург, Австрия. Расположен на обоих берегах реки Зальцах. В 1996 году признан ЮНЕСКО объектом всемирного наследия как «исторический центр города Зальцбург».

Список объектов всемирного наследия описывает это следующим образом:
Зальцбург сумел сохранить необычайно богатую городскую застройку, сформировавшуюся в период от средневековья до XIX века, когда он был городом-государством под управлением герцога-архиепископа. Архитектура города в стиле «пламенеющей готики» создавалась множеством ремесленников и художников еще до того, как город стал еще более знаменитым благодаря работам итальянских архитекторов Винченцо Скамоцци и Сантини Солари, которым центр города обязан своим барочным обликом. Зальцбург, расположенный на стыке северной и южной Европы, возможно, стал той искрой, которая породила гений своего самого известного сына — Вольфганга Амадея Моцарта, чье имя всегда ассоциируется с этим городом.
Перечисленная территория включает в себя основную зону площадью 236 гектаров, включая старый город на обоих берегах реки Зальцах вместе с холмами Мёнхсберг, Фестунгсберг и Капуцинерберг, которые окружают старый город с запада и востока. За основной зоной находится буферная зона площадью 467 га, которая предназначена для защиты основной зоны от воздействия застройки, видимой с большого расстояния.

## Достопримечательности
На территории Старого города расположены:
- Францисканская церковь, одно из старейших зданий Зальцбурга, построенное в 1208 году и используемое францисканцами с 1642 года.
- Улица Гетрайдегассе.
- Большой фестивальный зал.
- Дом Моцарта.
- Церковь Святой Троицы[англ.]. Построена в 1694—1702.
- Коллегиальная церковь в стиле барокко, 1707.
- Дворец Мирабель с садом. Одна из известнейших достопримечательностей города. Окончательно перестроен в 1727 году.
- Моцартплац и Резиденцплац — главные площади Старого города.
- Зальцбургский собор (1614 — 28, архитектор С. Солари, с использованием планов Винченцо Скамоцци; сохранились фундаменты собора с баптистерием, 767—774, и собора 12 века; в южном крыле — музей собора).